# Catoria carbonata
Catoria carbonata är en fjärilsart som beskrevs av W. Warren 1896. Catoria carbonata ingår i släktet Catoria och familjen mätare. Inga underarter finns listade i Catalogue of Life.